# Vandal (schip, 1903)
De Vandal (Russisch: Вандал) was met de oplevering in 1903 het eerste dieselmotorschip ter wereld. Het was tegelijkertijd ook het eerste dieselelektrische schip ter wereld. In hetzelfde jaar werd in Frankrijk met de Petit Pierre het tweede dieselschip opgeleverd.

## Aanloop
De Zweedse ingenieur A. Carls, in dienst van Branobel – onder leiding van Emanuel Nobel, zoon van Ludvig Nobel, de oudste broer van Alfred Nobel – informeerde zijn werkgever over het boek Theorie en constructie van een rationeelen warmte-motor van Rudolf Diesel. Nobel, die het grootste deel van de olievelden in Bakoe in bezit had, was zeer geïnteresseerd in een afzetmarkt voor zijn olie en verwierf samen met zijn bankier Marcus Laurentius Wallenberg in 1898 het eerste dieselmotor-patent.

## Bouw
In de jaren 1902/03 werd op een scheepswerf aan de Wolga een riviertanker gebouwd. Deze werd uitgerust met drie dieselmotoren van elk 120 pk - van Aktiebolag Diesel Motorer uit Stockholm - die drie generatoren aandreven. Met de hiermee opgewekte stroom werden elektromotoren aangedreven, die op hun beurt weer drie schroeven aandrijven. Dit was een oplossing van de Italiaanse uitvinder Del Proposto. Daarmee werd het probleem overkomen dat de dieselmotoren niet van draairichting konden veranderen.
De Vandal was een riviertanker die aardolieproducten van Rybinsk over de Wolga en verscheidene kanalen naar Sint-Petersburg bracht. Twee olietanks waren voor en twee achter de machinekamer in het midden geplaatst.

## Carrière
De techniek functioneerde goed, maar al op de eerste reis liep het schip dusdanig zware averij op dat het terug moest naar de werf voor reparatie. Na de reparatie voer het schip nog 10 jaar over de Wolga. Het zusterschip Ssarmat, dat in hetzelfde jaar in de vaart kwam, bleef tot 1923 in dienst. De ervaringen waren zo positief dat Nobel besloot om 60 schepen uit zijn vloot om te bouwen naar dieselbedrijf. Het was het begin van het einde van het stoomtijdperk.